# گسل شهداد
گسل شهداد یک گسل فشاری با راستای خم‌دار شمال‌غربی–جنوب‌شرقی است که در ۲٫۵ کیلومتری جنوب شهداد قرار دارد. این گسل که کم‌وبیش مرز جنوب‌غربی دشت لوت را تشکیل می‌دهد، گسلی جوان و متعلق به دوره کواترنر است که در تمامی مسیر خود، رسوبات کواترنری را می‌برد. شیب این گسل به سمت جنوب‌غربی بوده و در مسیر آن کنگلومرا، مارن و ماسه‌سنگ‌های قرمز رنگ و گچ‌دار میوسن و رسوبات آواری نئوژن (از سوی غرب و جنوب‌غربی) بر روی رسوبات آبرفتی کواترنر دشت (در شرق و شمال‌شرقی) رانده شده‌اند.